# Neodythemis pauliani
Neodythemis pauliani är en trollsländeart som beskrevs av Fraser 1952. Neodythemis pauliani ingår i släktet Neodythemis och familjen segeltrollsländor. Inga underarter finns listade i Catalogue of Life.